# Walter Hauser (politico)
Walter Hauser (Wädenswil, 1º maggio 1837 – Berna, 22 ottobre 1902) è stato un politico svizzero.
Nel dicembre 1888 è stato eletto nel Consiglio federale svizzero, rimanendovi fino alla sua morte, avvenuta nell'ottobre 1902.
Nel corso del suo mandato ha diretto il Dipartimento militare (1889-1890), il Dipartimento federale delle finanze (1891-1899 e 1901-1902) e il Dipartimento federale degli affari esteri (1900).
Era rappresentante del Partito Liberale Radicale.
Ricoprì la carica di Presidente della Confederazione svizzera due volte, nel 1892 e nel 1900.